# Venezillo longispinus
Venezillo longispinus là một loài chân đều trong họ Armadillidae. Loài này được Nunomura miêu tả khoa học năm 2003.